# Комитет солдатских матерей России
Комитет солдатских матерей России (КСМ России) — российская правозащитная организация, созданная в 1989 году. 
Действующее юридическое лицо зарегистрировано 21.05.1999 г. как общероссийская общественная организация. 
На январь 2024 г., в реестре НКО Минюста содержится около 80 организаций, содержащих в своем названии слова "комитет солдатских матерей". Не все из них могут быть как-либо связаны с общероссийской организацией, а также с альтернативным Союзом комитетов солдатских матерей. Например, Комитет солдатских матерей Санкт-Петербурга никак не связан с КСМ России. 

## История
Общероссийская общественная организация «Комитет солдатских матерей России» (КСМ России) создана в апреле 1989 года. Фактически деятельность её активистов началась ещё в 1988 году на Ставрополье.
Своей первой задачей КСМ России видел прекращение практики массового призыва студентов дневных отделений вузов СССР в армию, имевшей место с 1983 года. После организованных различными общественными силами, в том числе КСМ, в 1988—1989 гг. протестных выступлений, весной 1989 года студентам вернули отсрочку, а к осени того же 1989 года были досрочно уволены из Вооружённых Сил все ранее призванные учащиеся вузов.
В дальнейшем главной идеей Комитета стала защита призывников и действующих солдат от произвола властей, командиров и сослуживцев. Эта идея назрела довольно давно, была окончательно сформулирована в конце 1980-х годов и получила очертания общественного движения. Персонально инициатором движения Солдатских матерей стала Мария Ивановна Кирбасова. Почти сразу же последовало создание региональных общественных организаций «Комитета солдатских матерей России», которому непосредственно предшествовал Всесоюзный форум «Матери против насилия. Какая армия нам нужна?», проведенный в Москве в 1990 году. Уже в конце 1990 года был опубликован Указ Президента СССР Горбачева М. С. «О реализации предложений Комитета солдатских матерей», который подтвердил, что КСМ России — это сила, с которой стоит считаться. 
Учредительная конференция Общероссийской общественной организации «Комитет солдатских матерей России» с участием депутатов Верховного Совета СССР состоялась в 1991 году. Первым председателем Общероссийской общественной организации «Комитет солдатских матерей России» была избрана Мария Ивановна Кирбасова. В 2003 году на конференции Общероссийской общественной организации «Комитет солдатских матерей России» председателем была избрана Значкова Татьяна Юрьевна.
До 2 ноября 2019 года обязанности председателя были возложены на Флеру Маликовну Салиховскую, которая входит в Общественный Совет при Министерстве обороны РФ. 
Решением отчетно-выборной конференции комитета 2 ноября 2019 года она была отстранена от должности председателя после заявления о массовом убийстве в Забайкалье, что не помешало ей продолжить работу в составе Общественного Совета при Министерстве обороны РФ .

## Основные результаты работы
- Деятельность КСМ России способствовала прекращению призыва студентов в Советскую Армию.[источник не указан 1788 дней]
- Отменено множество незаконных решений о призыве граждан на военную службу.
- Введено обязательное страхование военнослужащих.
- Введено и задокументировано право на прохождение альтернативной службы.
- За время трагических событий в Чечне проведена огромная работа по сбору и обобщению данных о пленных и пропавших без вести.
- Организован сбор гуманитарной помощи гражданскому населению Чеченской республики.
- При активном обсуждении и инициативе КСМ России принят закон о воинской обязанности и военной службе.[источник не указан 1788 дней]
- Под эгидой КСМ России было организовано и проведено множество антивоенных, гуманитарных и иных общероссийских и международных мероприятий.[11][12]

## Награды
- 1995 г. — Медаль Шона Мак Брайда (международная).
- 1995 г. — Премия норвежского правозащитника Торольфа Рафто.[источник не указан 1788 дней]
- 1996 г. — Премия «За правильный образ жизни» (Right Livelihood Award), Альтернативная Нобельская Премия.[13]

## Альтернативный комитет
В 1998 году по аналогии с КСМ России был создан Союз Комитетов солдатских матерей России, объединяющий более 200 организаций солдатских матерей. Занимается просветительской деятельностью в сфере защиты прав призывников, военнослужащих и их родителей.

## Критика
Критики обвиняют Комитет солдатских матерей России (КСМ) и Союз комитетов солдатских матерей (СКСМ) в том, что вместо оказания помощи армии и военнослужащим они перешли к предоставлению вариантов по уклонению от военной службы. Вся работа сводится к консультациям по способам получения «чистого» военного билета, что никак не способствует целям, заявленным изначально этими организациями.
В ноябре 2019 г. председатель организации Флера Салиховская заявила на пресс-конференции, посвященной инциденту в Забайкалье, где солдат-срочник Рамиль Шамсутдинов расстрелял восемь сослуживцев. Она заявила, что на Шамсутдинова повлияли компьютерные игры, а "интернет надо закрывать". При этом заместитель КСМ Андрей Курочкин заявил, что еще 2-го ноября Салиховская была отправлена в отставку решением правления организации. 